# Ajjapalli, Kolar
Ajjapalli là một làng thuộc tehsil Kolar, huyện Kolar, bang Karnataka, Ấn Độ.